# Добрая ведьма
«Добрая ведьма» (англ. Good Witch) — американский телесериал, основанный на серии телевизионных фильмов «Добрая ведьма». Кэтрин Белл продолжает играть свою роль из фильмов, а также является продюсером шоу. Сериал стартовал на Hallmark Channel 28 февраля 2015 года. Канал затем продлил шоу на второй сезон. Позже на третий. Потом на четвёртый, пятый, шестой и седьмой сезоны.

## Сюжет
Главные герои сериала — семья Найтингейл. Молодая женщина Кэсси, пасынок Брендон, падчерица Лори и дочь Грэйс. Брендон становится полицейским вопреки запретам родных, его родная сестра Лори недавно окончила колледж и ищет работу журналиста. Пятнадцатилетняя Грэйс учится в школе. Они живут в маленьком городке Мидлтон. Кэсси в городе вместо врача. Лечит чаями и травами. Её муж был полицейским. Выполняя задание, он погиб. Об этом знает и помнит весь город.
По соседству с Найтингейлами поселяется доктор Сэм Рэдфорд с сыном Ником. Ник становится одноклассником Грэйс, а Сэм пытается привить городу стандартные методы лечения. Грейс становится для проблемного подростка Ника «ходячей совестью», а Кэйси пытается устранить скептицизм в Сэме.